# アルゴノート (SS-166)
アルゴノート (USS Argonaut, SM-1/SF-7/SS-166/APS-1) は、アメリカ海軍の潜水艦。Vボートの一隻で同型艦は無い。艦名はカイダコ科（貝殻の名称ではアオイガイ科）に属するタコの総称に因んで命名された。当初の艦名はV-4だった。

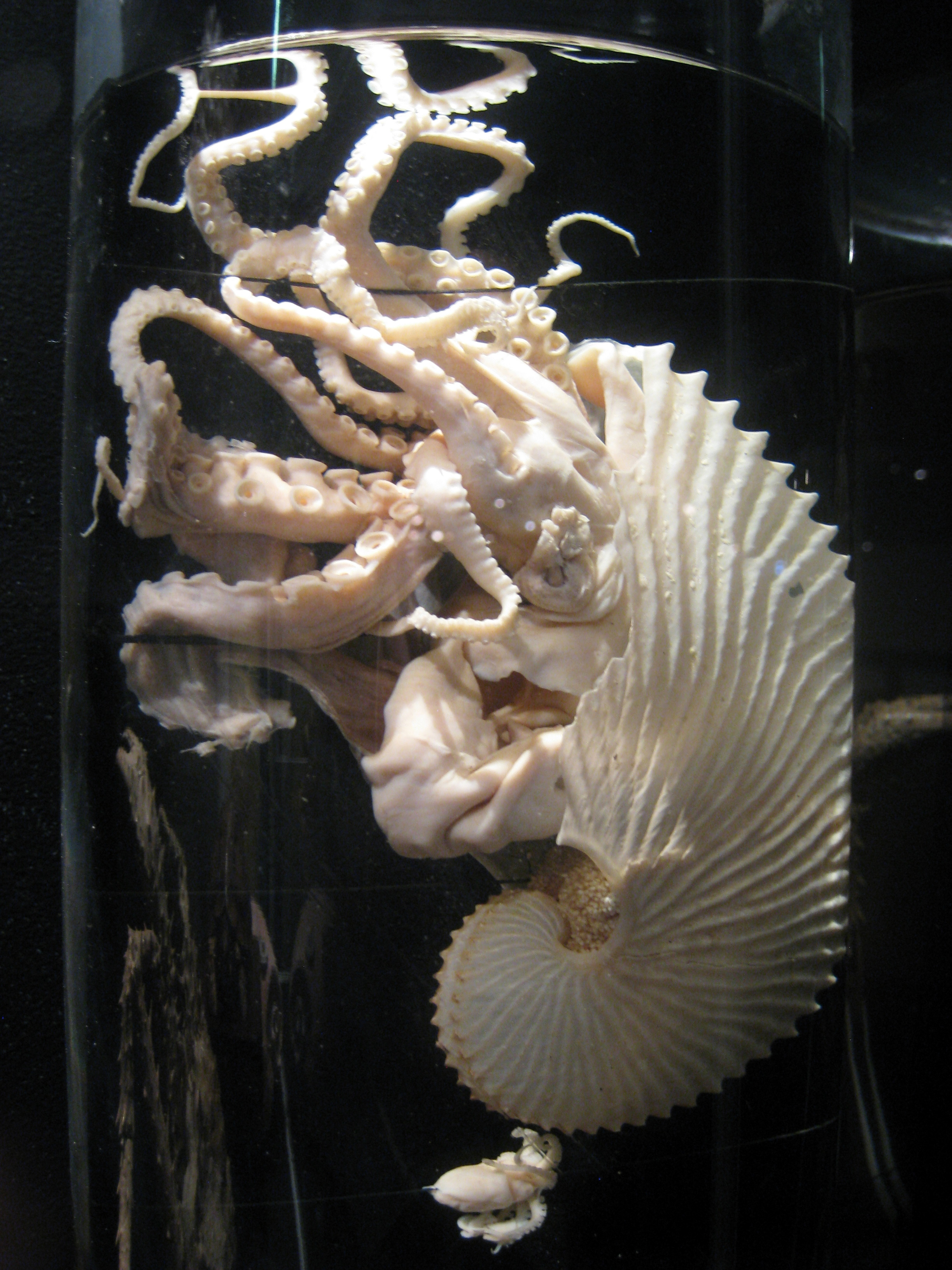
カイダコ・アオイガイ（Greater argonaut）

## 艦歴
V-4は1925年5月1日にメイン州キタリーのポーツマス海軍造船所で起工した。1927年11月10日にフィリップ・メーソン・シアーズ夫人（ウィリアム・D・マクドゥーガル少将の娘）によって命名、進水し、1928年4月2日に艦長W・M・クイグリー少佐の指揮下就役する。

### メカニズム
V-4は第2世代のVボートの中で最初に就役した艦だった。これらの潜水艦はワシントン海軍軍縮条約での特別合意によって削減から免除されていた。V-4および姉妹艦のV-5、V-6は、失敗作と判明した初期のVボートに比べて大型化し、強力なMANディーゼルエンジンを搭載するよう設計された。しかし特別に設計されたエンジンは要求された出力を発生できず、危険なクランクシャフト爆発をもたらした。V-4とその姉妹艦は潜航が遅く、水中では操縦が困難で設計よりも低速だった。更に水上艦のソナーに対して格好の標的となり、回転半径も大きかった。
V-4は、第一次世界大戦時の巡洋潜水艦タイプUボートU142型の艦体に、機雷敷設潜水艦U117型の機雷敷設機構を組み合わせて折衷したような型の機雷敷設艦として設計され、費用として615万ドルが投じられた。V-4はアメリカ海軍においてそのような目的で設計された最初かつ唯一の実験艦だった。艦は前方に魚雷発射管4門、後方に機雷敷設筒2門を装備していた。V-4は建造当時世界最大の潜水艦であり、1959年に原子力潜水艦トライトン (USS Triton, SSRN-586) が就役するまでは、約30年もの間、アメリカ海軍が保有した最大の潜水艦であった。
V-4の機雷敷設筒は内径が40インチあり、艦尾方向に向かって耐圧殻を貫通するように両舷に装備された。これは巧妙かつ複雑な機構であり、乗組員の評判はよくなかった。敷設筒には同時に4個の機雷が装填出来、両舷合わせて8個の機雷を同時に10分間で敷設する事が可能だった。敷設筒搭載分以外の機雷は、船体後部の耐圧殻区画内を横隔壁で仕切って格納してあった。また、一連の機雷敷設機構には水圧が用いられた。格納スペースと敷設筒は密接に連結されており、機雷はポンプ形式によるラックによって敷設筒の中に移され、艦尾の開口部から投下して敷設するという方式になっていた。
機雷を敷設すると、機雷の分の重さが減って艦の重量バランスが不均衡になる。これを防ぐために艦中央部を通して機雷8個分と同等重量の水を貯めておく補整タンクが装備されており、敷設筒に入り込んだ海水は補水タンクを経て、補整タンクに貯める様に出来ていた。補整タンクはまた、敷設中の事故のためのバックアップにもなっており、搭載機雷すべての重量分に対応したタンクも機雷格納スペースの下部に装備されていた。

### 開戦まで
V-4は就役後、ロードアイランド州ニューポートで第12潜水艦隊に所属した。1929年1月および2月に、V-4はマサチューセッツ州プロヴィンスタウンで一連の公試を行う。この間に行われた潜水公試では318フィートの深さまで潜行した。この記録は当時最深の記録だった。1929年2月26日にV-4は第20潜水艦隊に配属され、新たな母港のカリフォルニア州サンディエゴに3月23日到着する。ここでV-4は6度の戦闘訓練を行い、西海岸沿いに巡航した。
V-4は1931年2月19日にアルゴノートと改名され、7月1日に SM-1 （機雷敷設潜水艦）に艦種変更される。1932年6月30日にアルゴノートは真珠湾に到着し、第7潜水艦隊に配属された。アルゴノートは機雷敷設、偵察任務、その他の定期的な任務に従事した。1934年10月および1939年5月にアルゴノートはハワイ作戦海域で行われた海軍と陸軍の合同演習に参加した。1939年中頃には第4潜水艦隊の旗艦となる。アルゴノートは1941年4月に西海岸に帰還し、艦隊戦術訓練に参加した。

### 第1の哨戒 1941年11月 - 1942年1月
1941年11月28日、スティーブン・G・バーチェット艦長（アナポリス1924年組）指揮下のアルゴノートは真珠湾を出航。ミッドウェー島付近を偵察し、日本軍による真珠湾攻撃時にはミッドウェー島沖を巡航中だった。12月7日の日没後、浮上したアルゴノートはミッドウェー島付近での砲撃音を聞く。それは日本軍上陸部隊によるものと考えられた。アルゴノートは潜航し、ソナーで「侵攻部隊」の動向を探った。アルゴノートは攻撃型潜水艦ではなく、機雷敷設艦として設計されたが、敵部隊に対する最初の戦時アプローチを行った。「侵攻部隊」は日本海軍の駆逐艦潮と漣で、12月8日18時ごろから30分間ミッドウェー島に対する艦砲射撃を行っていた。敵艦はアルゴノートを発見したかもしれず、1隻は側を通過した。2隻はアルゴノートが再び接触する前に砲撃を終え後退した。一週間後、アルゴノートは3隻から4隻の日本の駆逐艦と接触したが、バーチェット艦長は攻撃を行わないことを決定した。1942年1月22日、アルゴノートは59日間の行動を終えて真珠湾に帰投。数日間停泊した後メア・アイランド海軍造船所に回航され、輸送潜水艦への転換作業に入った。この間、艦長がジョン・R・ピアース（アナポリス1928年組）に代わった。

### 第2の哨戒 1942年8月 ・マキン奇襲
8月8日、アルゴノートは2回目の哨戒でギルバート諸島方面に向かった。8月に入り、ソロモン諸島方面ではアメリカ軍がガダルカナル島上陸を手始めに本格反攻作戦に入ったので、その目そらしとして防備が手薄なギルバート諸島への奇襲が立案された。作戦は太平洋艦隊司令長官チェスター・ニミッツ大将からアルゴノートおよびノーチラスに対して命じられ、アルゴノートとノーチラスはマキン環礁に222名の海兵隊を奇襲上陸させることとなった。2隻の潜水艦には第2襲撃大隊、A中隊およびB中隊を乗艦させ、アルゴノートには部隊指揮官エヴァンズ・F・カールソン海兵中佐が、ノーチラスには奇襲作戦指揮官ジョン・M・ヘインズ海軍中佐がそれぞれ乗り込んでマキン島に向かった。航海は厳しく、ほとんどの海兵隊員が船酔いした。
ノーチラスが8月16日早朝にマキン環礁沖の会合点に到着したのに続いて、アルゴノートも夜に会合点に到着し、8月17日3時30分、海兵隊は16隻のゴムボートに分乗して上陸を開始した。彼らのゴムボートは水浸しとなり、ほとんどの船外機が沈んでしまった。海兵隊は日本軍の背後に上陸する予定だったものが、多くは正面に上陸してしまった。それでも日本軍は約70名と少数かつ無警戒であったため、かろうじてカールソン隊は日本軍の反撃を撃退することができた。カールソン海兵中佐は航空機の飛来と住民情報で日本の増援部隊がやってくると判断して17日中の撤退を開始。しかし、荒天と隊員の疲労で撤退はままならず、7隻のゴムボートおよび100名弱の隊員がアルゴノートとノーチラスにたどり着いただけであり、アルゴノートとノーチラスは島の隊員に激励の信号を送るのみであった。島に残ったカールソン海兵中佐は状況に観念して、一時降伏の用意をする珍事もあったが、8月18日の真夜中までに日本軍守備隊がすでに壊滅していることが判明した。安心したカールソン隊は島内の無線局や燃料、その他の物資を破壊し、作戦目的の一つである重要資料の捜索をしたが大きな成果は得られなかった。日本軍の目をそらす狙いも失敗に終わった。部隊の戦死者・行方不明者は30名だった。はぐれた9名の隊員を除く隊員は残存のゴムボートを使ってマキン環礁を脱出し、アルゴノートとノーチラスに収容された。8月26日、アルゴノートは18日間の行動を終えて真珠湾に帰投した。
アルゴノートは9月3日から9日までオーシャン島に対する特別任務に従事し、その後は11月13日まで整備が行われた。9月22日、アルゴノートは APS-1 （輸送潜水艦）へ艦種変更される。アルゴノートは公式には SS-166 の船体番号を与えられなかった。しかしその船体番号はアルゴノートの栄誉をたたえて他の艦に使われなかった。11月24日、アルゴノートは真珠湾を出港。その道中でミリ環礁とオーシャン島の偵察を行い、オーシャン島に対しては偵察の後で6インチ砲による艦砲射撃を行った。12月9日、アルゴノートはエスピリトゥサント島に入港した。

### 第3の哨戒 1942年12月 - 1943年1月・喪失
12月、アルゴノートは3回目の哨戒でニューブリテン島方面に向かった。ニューブリテン島とブーゲンビル島の間の危険水域を中心に、セント・ジョージ岬の南などを哨戒することとなっていた。
1943年1月10日、アルゴノートは南緯05度40分 東経152度02分 / 南緯5.667度 東経152.033度の地点で、ラエからラバウルへ帰還する5隻の貨物船とその護衛である舞風、磯風、浜風の3隻の駆逐艦から成る船団を発見。一方、8時20分、船団上空を哨戒飛行していた第582航空隊の九九式艦爆は潜航しているアルゴノートに対して3発の対潜爆弾を投下。舞風が爆撃現場に急行して爆雷攻撃を行った。8時45分ごろ、海面上にアルゴノートの艦首が急角度で突き出し、舞風、磯風はこの好機を逃さず砲撃を加え、アルゴノートは船首に被弾。駆逐艦はアルゴノートを取り囲み、上空からは九九式艦爆も爆撃に加わって攻め立てた。攻撃を継続した結果、アルゴノートは異常な角度で潜航を始めた。アルゴノートはそのまま波間に沈み、再び浮上することはなかった。ピアース艦長以下105名の乗組員が、艦と運命を共にした。
アルゴノートの戦闘を目撃した陸軍機クルーからの報告書では、アルゴノートは最後の哨戒で日本軍駆逐艦に損傷を与えたと記録される。その記録では、爆撃帰りで偶然付近を飛行していた陸軍機が、アルゴノートが船団に攻撃を行う現場を目撃しており、一隻の駆逐艦に魚雷が命中するのを目撃し、駆逐艦は速やかに反撃したと記録された。
アルゴノートは第二次世界大戦の戦功で2個の従軍星章を受章した。